# Дублянський Павло Романович
Павло Дублянський (? — ?) — український державний діяч доби Гетьманщини. Сотник Новомістенський, Полковий Писар Стародубівського полку (1709-1715), наказний Стародубівський Полковник, бунчуковий товариш, гербовий шляхтич. Батько Генерального судді (1762—1781) Олександра Дублянського (1713 — після 1784). Родич Генерального Судді Василя Кочубея. 

## Початок служби
Походив із шляхетської родини. В 1690 р. почав службу військовим канцеляристом Генеральної військової канцелярії (1690—1709 рр.) 
1709  обраний Писарем-Канцлером Стародубівського полку. Цю посаду він обіймав шість років до 1715 р. У цей час заснував слободу Писарівка. Нині — це однойменне село в Унецькому районі Брянської області Московщини.
1715 р. призначений сотником Новомістенської сотні Стародубівського полку. .
Потім виконував службові обв'язки в ранзі бунчукового товариша (до 1735 р.).

## Військові походи
Був у багатьох військових походах як наказний стародубівський полковник у Кримський ханат та Річ Посполиту. П'ять років тривав похід за Каспійське море. У військових діях дійшов до старості і «дряхлості».

## Земельні володіння та родина
Був одружений з небогою відомого Василя Кочубея, Генерального Судді.
Гетьман Іван Скоропадський надав Павлові Дублянському 11 березня 1710 р. Універсал на село Дідово, нині село Мишківського сільського поселення Стародубівського району Брянської області у зоні російської окупації. 1723 році володів у цьому селі двома дворами своїх куренчиків та 12 дворами підданих.
Стародубівський полковник Лук'ян Жоравка 24 лютого 1712 р. в універсалі підтвердив купчі від мешканців білогощанського священика Івана Свідревського, лист Опанаса Покорського на уступку місця на осадження слободи по обидва боки р. Пельонки.
В цьому ж документі надавалась малолюдна «деревенька» Лопатня з 5 дворами. 1 лютого 1714 р. був виданий дозвіл на хутір і побудову млинка в урочищі Пусті Будища при р. Пельонці між ґрунтами сл. Краснович у Мглинській сотні. Гетьман Іван Скоропадський підтвердив все це в Універсалі 15 вересня 1715 р..